# Samia Orosemane
Samia Orosemane (née Samia Tamansourt le 9 juin 1980 à Paris) est une humoriste et comédienne française d'origine tunisienne.
Elle s'est fait connaitre en 2009 avec son spectacle Samia et les 40 comiques, avec la participation d'autres artistes.

## Biographie
Samia Tamansourt naît à Paris et grandit à Clichy-sous-Bois, en région parisienne. Elle tombe amoureuse du théâtre au collège, avec l'étude d’œuvres de Molière, ce qui l'incite à devenir comédienne. Elle étudie le théâtre à l'école puis après l’obtention de son bac, elle intègre le Conservatoire d'art dramatique de Paris, qu'elle préfère à ses études de sociologie et de sciences politiques.
Elle y reste deux ans, avant d'être recalée par manque d'assiduité car elle travaille à l'usine en même temps pour payer ses études. Elle épouse un Martiniquais converti à l'islam rencontré dans un atelier théâtral. Elle renonce à la scène, supposant que le voile, qu’elle décide de porter à l'âge de 21 ans, la privera d’opportunités artistiques, et elle commence à travailler comme nourrice. Néanmoins, la passion du théâtre la pousse à reprendre la recherche de nouveaux talents pour le spectacle Samia et les 40 comiques qu'elle monte en 2009. Depuis, elle se produit seule sur scène avec son spectacle Femmes de couleurs. Elle y porte un turban et un col roulé, ainsi que des costumes hauts en couleur.
Samia Orosemane est une des révélations du gala Les Impertinentes 2014 organisé par Le Grand Point Virgule et Aufeminin.
Elle fait partie du classement des 50 Français les plus influents au monde par Vanity Fair en décembre 2017.

## Spectacles
Dans son premier spectacle, Samia et les 40 comiques, Samia Orosemane fait découvrir de nouveaux artistes talentueux ainsi que d'autres humoristes confirmés comme Booder, Charlotte Gabris, Les Lascars gays, Candiie, Malik Bentalha, Shirley, Mamane, Kamel le Magicien et Kyan Khojandi, l'acteur principal de la série Bref,, et aussi Baptiste Lecaplain et Vérino.
Elle fait ensuite la première partie du spectacle de l'humoriste Phil Darwin, en 2012, avec des sketchs repris par la suite dans son spectacle Femmes de couleurs qu'elle écrit, met en scène et produit seule. Elle y raconte sa vie, traite de sujets variés et polémiques avec humour en allant au-delà des stéréotypes. En effet, elle utilise une multitude d'accents, traite de la question du voile, du communautarisme, des mariages mixtes... Son spectacle rencontre un franc succès[réf. nécessaire] qui lui permet de le donner à travers la France, mais aussi à Bruxelles, Genève, Montréal, Abidjan, Alger, Tunis où elle adapte quelque peu son spectacle pour continuer de partager cet échange avec son public.
Elle a participé à l'émission On n'demande qu'à en rire. 

## Projets

### Vidéos
Elle crée sa chaîne YouTube où l'on peut retrouver des extraits des sketchs de son spectacle. L'une de ses vidéos a particulièrement fait le buzz. À la suite des attentats d'Ottawa, elle demande aux « islamistes, intégristes, djihadistes, pianistes, cyclistes » d’arrêter de se cacher derrière l’islam pour commettre leurs méfaits et de « choisir une autre religion ». Cette vidéo est partagée au moment des attentats de Charlie Hebdo et de l'Hyper Cacher de janvier 2015 et reprise par plusieurs médias comme BFM TV. La vidéo est vue des millions de fois.
D'autre part, elle poste tous les vendredis une vidéo Télé Aïcha où elle joue le rôle d’une maman arabe qui vend des produits magiques qui n’existent pas. Elle fait aussi une série de vidéos Geneviève et Aïcha dans laquelle une maman maghrébine et une maman catholique pratiquante débattent à propos de l'actualité.

### Festival du rire de Djerba
Elle décide d’organiser en août 2014, le premier festival du rire à Djerba, île dont sont originaires ses parents. Il vise un public composé à la fois de Tunisiens et de touristes français.
Cette première connaît un grand succès mais la deuxième édition doit être annulée à cause de l'état d'urgence décrété en Tunisie après l'attaque du musée du Bardo.

### Radios
- 13 juillet 2015 : Samia Orosemane, le théâtre d'une enfant d'immigrés dans l'émission D'ici, d'ailleurs de Zoé Varier sur France Inter[9]
- 31 mai 2016: Si tu écoutes, j'annule tout de Charline Vanhoenacker et Alex Vizorek sur France Inter[9]

## Télévision
- 2016: Nsibti Laaziza (Saison 7) de Slaheddine Essid et Younes Ferhi (invitée d'honneur de l'épisode 18 de la saison 7): Nejma alias Elza

## Publication
- Samia Orosemane, Femme de couleurs, First Éditions, 2018, 105 p. (lire en ligne)